# La Romareda
Das Estadio La Romareda ist ein im Umbau befindliches Fußballstadion im namensgebenden Stadtteil La Romareda der spanischen Stadt Saragossa, Autonome Gemeinschaft Aragonien. Es ist die Heimspielstätte des Fußballclubs Real Saragossa. Es bietet den Zuschauern 33.608 Sitzplätze. In der Saison 2021/22 besuchten im Durchschnitt 14.999 Fans pro Spiel das Stadion.

## Geschichte
Das Stadion wurde am 8. September 1957 mit dem Spiel Real Saragossa gegen CA Osasuna (4:3) eröffnet. Bisher wurden dreimal Renovierungen durchgeführt (1978, 1982, 1994). 1982 wurde die Sportstatte für die Fußball-Weltmeisterschaft ausgebaut, um den FIFA-Richtlinien zu entsprechen. Es fanden drei Vorrundenspiele in Saragossa statt. Auch während des Fußballturniers der Olympischen Sommerspiele 1992 in Barcelona war das Stadion Schauplatz von fünf Vorrundenspielen und einem Viertelfinale. 1994 ersetzte man alle Stehplätze durch Sitzplätze.
Das Stadion wurde auch für Konzerte (z. B. Michael Jackson 1996, Bruce Springsteen 1999 und Metallica 2004) genutzt.

### Neubau
Seit Anfang der 2000er Jahre plante Real Saragossa den Bau einer neuen Spielstätte. Seit April 2022 hat der Verein mit einer Gruppe amerikanischer Investoren unter der Führung von Jorge Mas Santos, Miteigentümer von Inter Miami, einen neuen Besitzer. Die Gruppe hält eine Mehrheitsbeteiligung von 51 Prozent am Club. In der Folge kündigte man Maßnahmen für ein neues Stadion an. Mit dem Stadtrat wird ein geeigneter Standort für den Bau gesucht. Es ist schon der vierte Versuch der Stadt eine neue Heimat für den Fußballclub zu errichten. Drei Standorte sind in der engeren Auswahl. Zum einen steht das jetzige Stadiongelände in La Romareda zur Diskussion. Des Weiteren sind die Stadtteile Actur und Valdespartera im Gespräch. Am 28. Juli des Jahres stimmte der Stadtrat von Saragossa ohne Gegenstimme für die Weiterverfolgung der Baupläne auf dem jetzigen Stadiongelände. Die geplante Fußballarena ist als eines von 15 spanischen Stadien auf einer Shortlist des spanischen Verbands Real Federación Española de Fútbol (RFEF) für eine mögliche Austragung (zusammen mit Portugal und Marokko) der Fußball-Weltmeisterschaft 2030 vorgesehen. Die spanische Liste soll im Endeffekt auf elf Spielstätten gekürzt werden. Für WM-Gruppenspiele müssen die Stadien mindestens 40.000 Plätze bieten. Ende Mai 2023 wurden erste Bilder des Entwurfs veröffentlicht.
Am 7. Juli 2024 begannen die Abrissarbeiten am alten La Romareda. Bis Ende 2027/Anfang 2028 soll die Errichtung des Nueva Romareda, in mehreren Phasen, andauern. Zur Saison 2025/26 soll für insgesamt 14,3 Millionen Euro ein temporäres Stadion mit 20.000 Plätzen als Ausweichspielstätte gebaut werden. Ebenfalls im Juli des Jahres gab der Verband RFEF eine neue Liste mit elf Spielstädten bekannt, zu der auch Saragossa gehört. Die neue Heimat von Real Saragossa soll 43.184 Sitzplätze bieten. Das Budget für den vom Architekten César Azcárate und IDOM entworfenen Bau liegt bei 148,562 Mio. Euro.

## Galerie

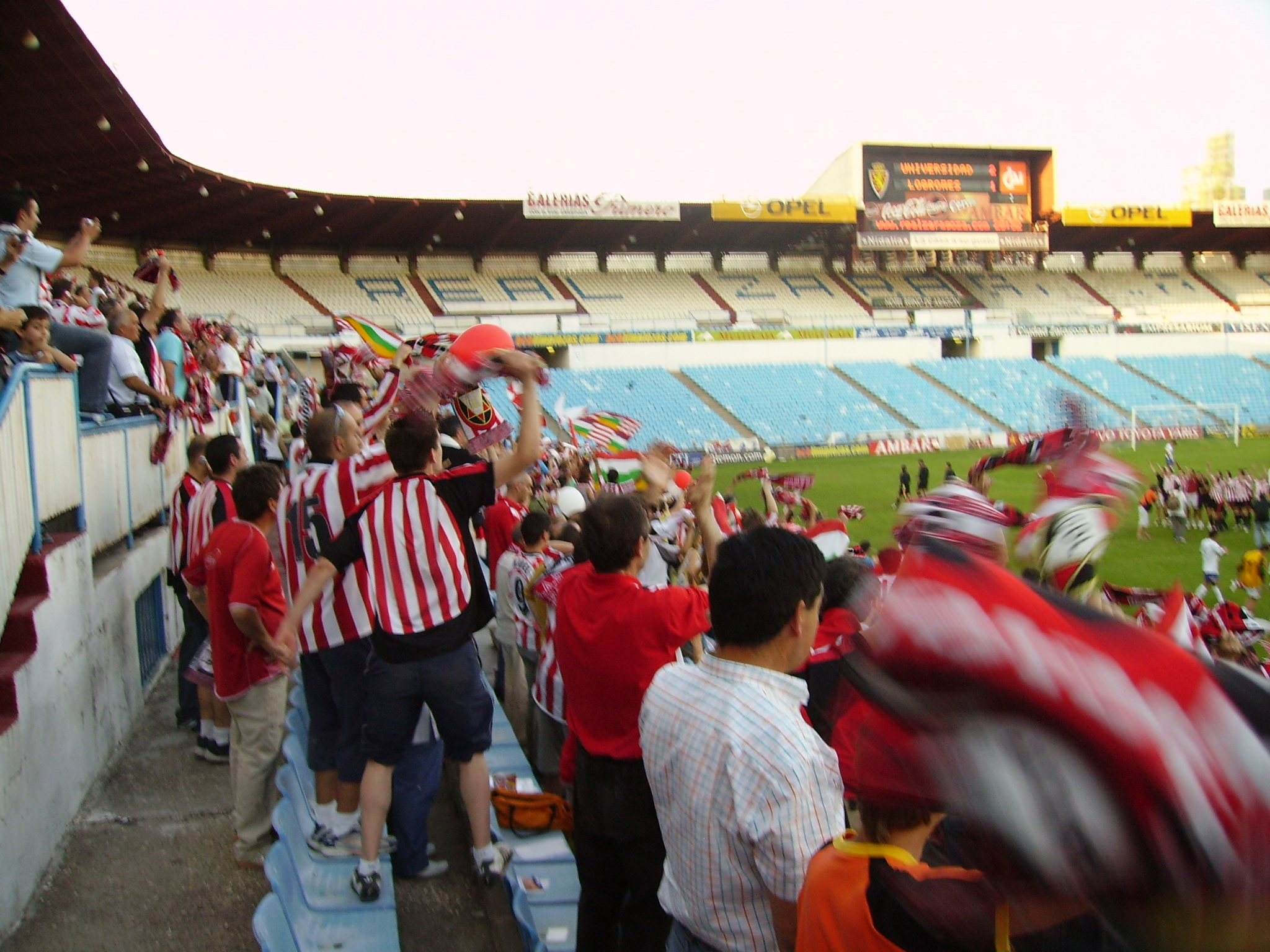
Fans vom CD Logroñés feiern 2006 den Aufstieg im La Romareda in die Segunda División B.
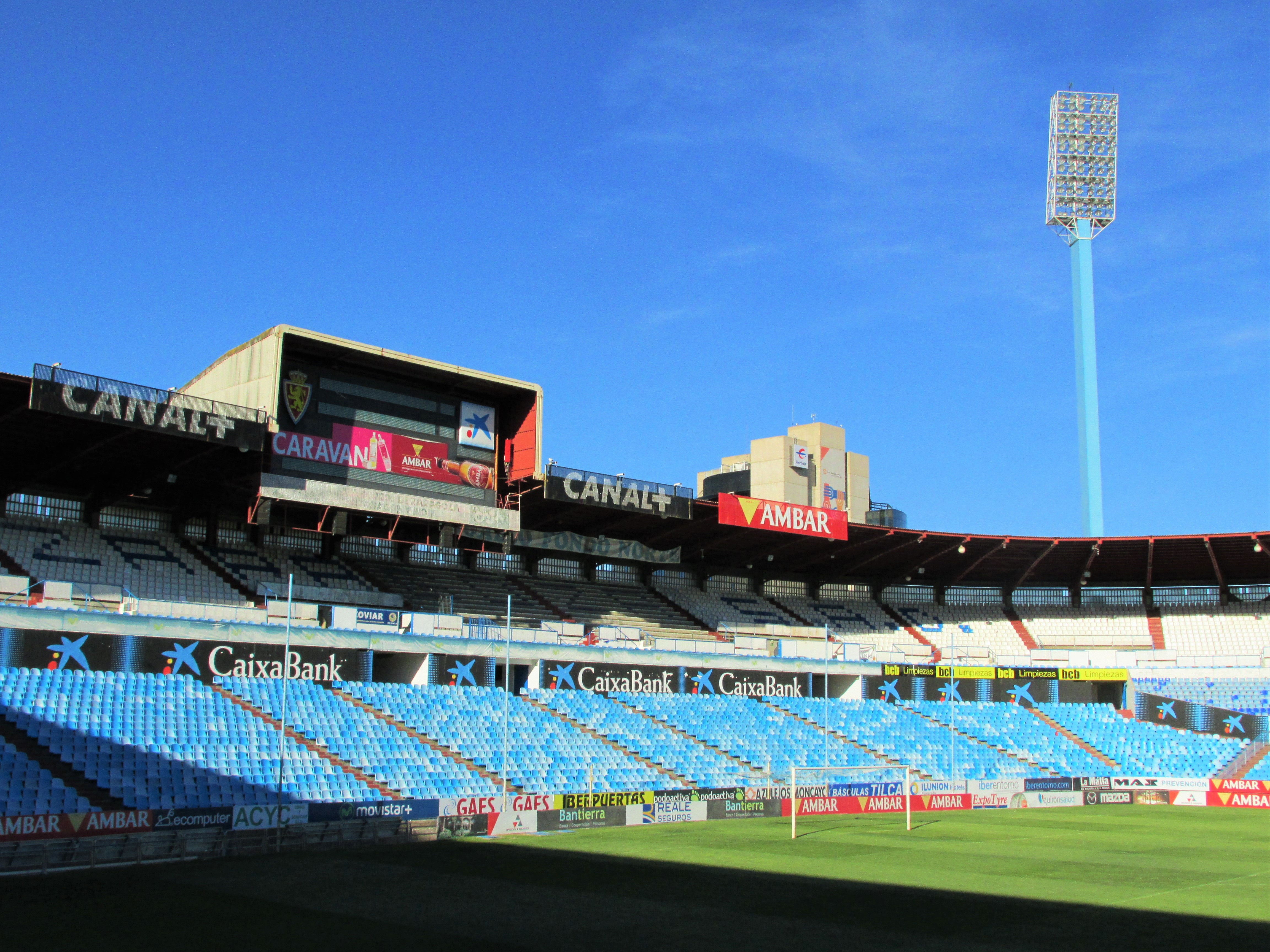
Die Nordkurve (2016)
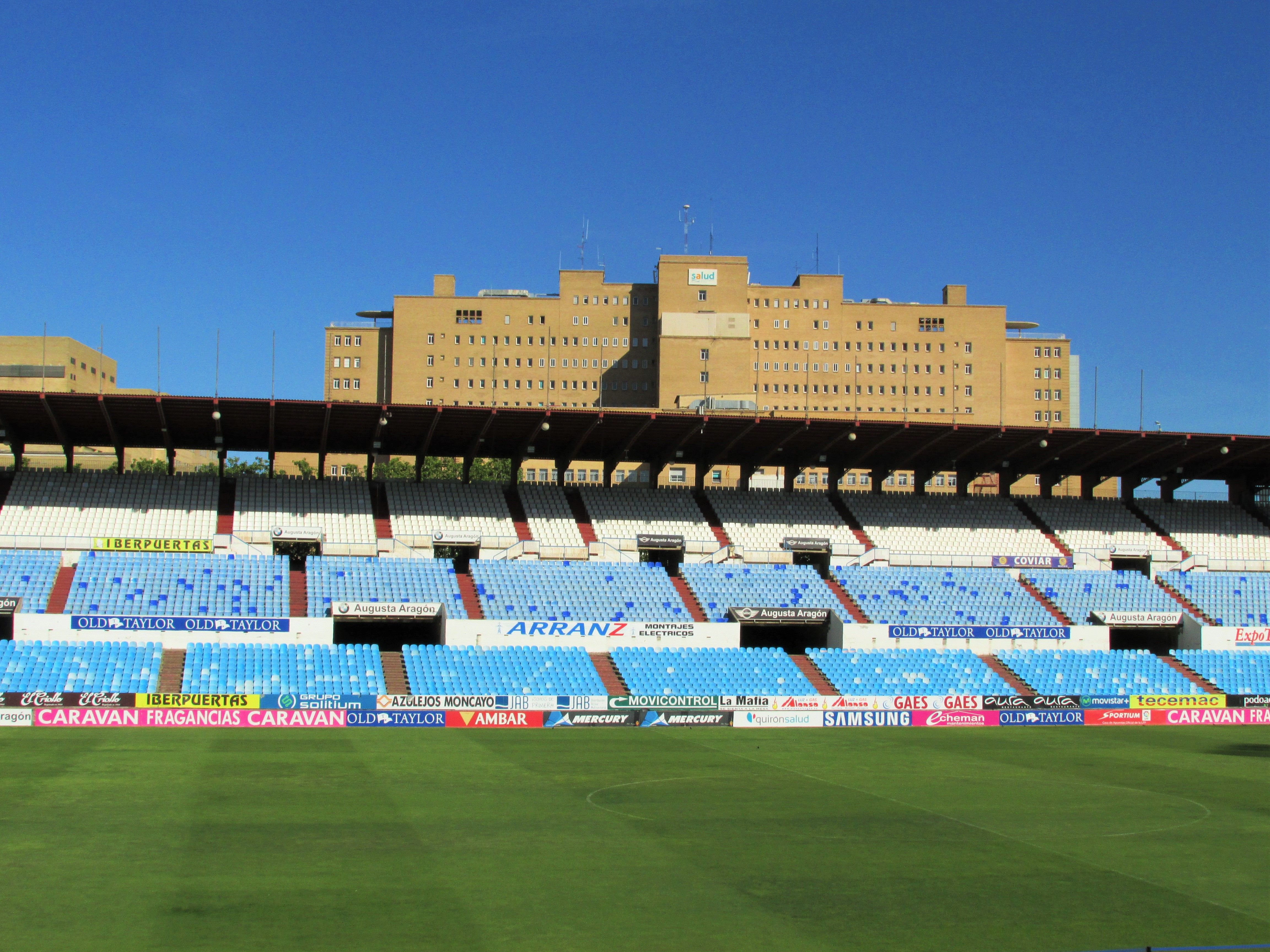
Die Osttribüne (2016)
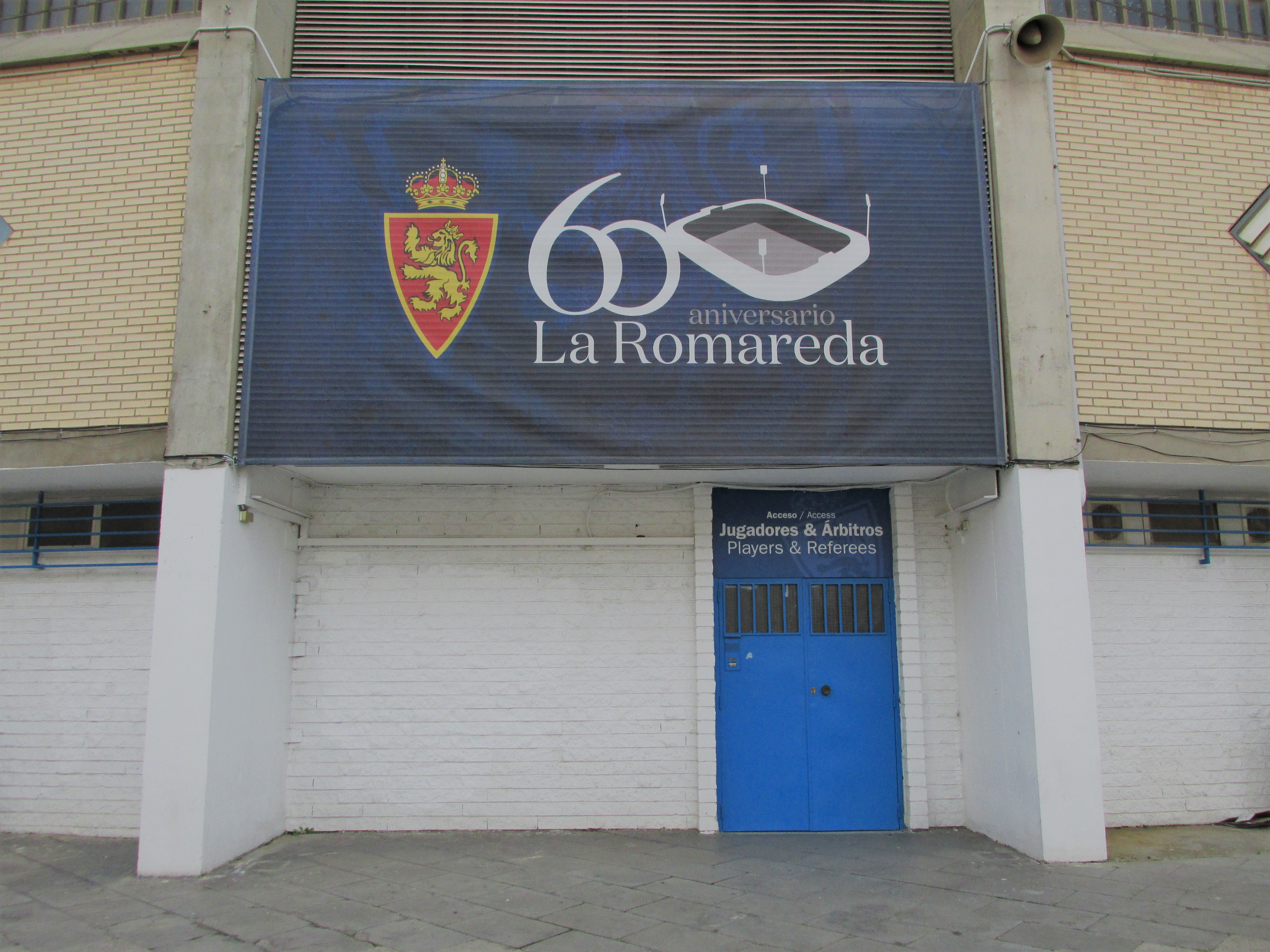
Banner zum 60. Jubiläum des Stadions